# Валітова Набіля Габдельхамідівна
Валітова Набіля Габдельхамідівна (нар. 28 грудня 1928 року, д. Сириш-Башево Белебеївського кантону БАССР, нині с. Сийришбашево Чекмагушевського району Республіки Башкортостан — пом. 11 жовтня 2006 року, м. Воронеж) — радянська башкирська артистка балету, балетмейстерка. Народна артистка РРФСР (1969) та заслужена артистка РРФСР (1955).

## Біографія
Валітова Набіля Габдельхамідівна народилася 28 грудня 1928 року в селі Сириш-Башево Белебеївського кантону Башкирської АССР (село Сийришбашево Чекмагушевського району Республіки Башкортостан).
У 1949 році закінчила Ленінградське хореографічне училище (педагог А. Я. Ваганова).
Після закінчення училища працювала солісткою балету в Башкирському державному театрі опери та балету. З 1961 по 1975 роки — солістка Воронезького музичного театру і Воронезького театру опери і балету, з 1979 року — художній керівник театру, одночасно з 1963 по 1965 і з 1975 року — педагог Воронезького хореографічного училища.
Головний балетмейстер (1979—1985), художній керівник балету (з 1995) Воронезького театру опери та балету.
Набіля Габдельхамідівна брала участь в Декадах башкирської літератури і мистецтва в Москві в 1955 році.

## Родина
Чоловік і партнер Набілі Валітової в балеті Яків Лівшиць. Пізніше Яків Лівшиць поїхав жити дл Ізраїлю.

## Смерть
11 жовтня 2006 року Набілі Валітова трагічно пішла з життя — її насмерть збила машина.

## Учні
Серед учнів заслужені артисти Російської Федерації Л.В. Денисова та М. С. Курбатова, народні артисти РФ М.В Леонькина і Т. А. Фролова.

## Балетні партії
Башкирський обласний театр опери та балетуВатажок журавлів («Журавлина пісня»; дебют, 1949), Зарема («Бахчисарайський фонтан» Б. В. Асаф'єва), Ліза («Марна обережність» Л.Герольда — П.Гертеля), Одетта-Оділлія («Лебедине озеро» П. В. Чайковського) та ін.
Воронезький театр опери та балетуПостановки балетів «Лускунчик» Петра Чайковського, «Пахіта» Е. Дельдевеза, «Бахчисарайський фонтан» та ін.
Авторка лібрето і постановник (спільно з Я. З. Ліфшицем) балету «Оповідь землі руської» Г. Ставоніна (1982). Постановниця танців в операх: «Фауст» Ш. Гуно, «Євгеній Онєгін» Петра Чайковського в комедії «Ханума» А. Цагарелі (1974, Воронезький драмтеатр).

## Нагороди та звання
- Орден «Знак Пошани» (1981).
- Заслужена артистка РРФСР (1955)
- Народна артистка РРФСР (31 грудня 1969)

## Пам'ять
У 2007 році у Воронежі на будівлі Хореографічного училища за адресою: вулиця Комунарів, будинок № 36 відкрита меморіальна дошка, присвячена народній артистці Російської РФСР Набілі Валітовій.